# Invitation to the Waltz (Film)
Invitation to the Waltz (englisch für ‚Einladung zum Walzer‘) ist eine britische Filmromanze aus dem Jahre 1935 von Paul Merzbach mit Lilian Harvey in ihrer einzigen rein britischen Filmproduktion. Der Geschichte liegt das gleichnamige Stück von Eric Maschwitz zugrunde.

## Handlung
1803, in London. Die junge Jenny Peachey ist eine angehende Balletttänzerin. Eines Tages lernt sie Carl, die rechte Hand des Herzogs von Württemberg, kennen, der sich gerade in der englischen Hauptstadt aufhält. Der Herzog steht in Verhandlung mit der britischen Regierung, um eine politisch gewollte Heiratsallianz zu schmieden und eine finanzielle Unterstützung für den Kampf gegen die napoleonische Gefahr auszuhandeln. Als Jenny, die gerade von einem italienischen Bühnenmanager für eine Verpflichtung nach Venedig gewonnen werden sollte, den Herzog kennen lernt, ist dieser begeistert von der grazilen Künstlerin und lädt sie ein, an seinem herzoglichen Opernhaus aufzutreten. Ganz nebenbei erhofft sich der Landesfürst, Jenny zu seiner Mätresse machen zu können. Dies liegt durchaus auch im Interesse der britischen Regierung, die sich erhofft, mit diesem Schachzug die Beziehungen zu Württemberg zu vertiefen. Außerdem sagt man Jenny recht unverblümt, dass sie in Stuttgart sicherlich in Saus und Braus werde leben können. Insgeheim erhofft man sich in London von dieser Allianz außerdem, dass Jennys Extravaganzen das herzogliche Budget derart belasten werde, dass dieser sich dadurch gezwungen sehen wird, sich finanziell ganz in die Hände der Briten zu begeben und dafür eigene Truppen in den Kampf gegen Napoleon zu schicken.
Jenny willigt ein, dem Herzog nach Württemberg zu folgen und trifft daraufhin Carl wieder, der ihr als persönliche Eskorte auf dem Weg nach Stuttgart beigestellt wird. Dieser ist tief enttäuscht, als er annehmen muss, dass Jenny die neue Geliebte seines Herrn und Meisters, des Herzogs, sein wird. Er selbst hat längst ein Auge auf Jenny geworfen, und diese ist ebenfalls nicht abgeneigt. Da Jenny ihm aus Gründen der Staatsraison nicht die wahren Gründe für ihre halb künstlerische, halb dienstliche Mission nach Stuttgart zu offenbaren, bringt sie Carl ebenso gegen sich auf wie die Bewohner Württembergs, die sich bald über die gewaltigen Kosten, die die neue herzogliche Konkubine verursachen wird, aufregen. Nachdem Jenny den Herzog dazu überreden konnte, einen neuen Bündnisvertrag mit Großbritannien zu unterzeichnen, marschiert Napoleon kurzerhand in Stuttgart ein. Jenny wird genötigt, in einer kaiserlichen Vorstellung vor dem französischen Despoten aufzutreten und ihr tänzerisches Können unter Beweis zu stellen. Mit Carls Hilfe kann sie jedoch anschließend die Flucht über die Landesgrenze antreten.

## Produktionsnotizen
Invitation to the Waltz, gedreht im Frühling 1935, gehörte zu den wenigen Filmen der Harvey, die nicht in Deutschland liefen. Sie drehte diese historische Romanze während eines Zwischenstopps in ihrer Geburtsstadt London, auf dem Heimweg von Hollywood nach Berlin. Die Uraufführung fand vermutlich im September 1935 statt.

## Kritik
„Wunderbar produziert, wurde Invitation to the Waltz ein unbeschwerter Nachfolger [sic!] von Lillian Harveys ernsterem  „Ballerina-opfert-alles“-Opus, Schwartze [sic!] Rosen.“

## Belege und weiterführende Informationen
1. ↑  Hal Erickson: Invitation to the Waltz (Memento vom 2. Januar 2019 im Internet Archive) bei AllMovie (englisch, Wertung )